# Kampania (gry fabularne)
Kampania – w grach typu RPG: ciąg przygód rozgrywanych na kilku lub kilkunastu sesjach, tworzący jednolitą historię, oparty na wcześniej przygotowanym scenariuszu.
Na kampanię składa się linia przewodnia, na której budowane jest tło danej kampanii. Występują wątki poboczne, które mogą, ale nie muszą odnosić się do motywu przewodniego kampanii. Często takie odnogi są samodzielnymi przygodami, pozwalającymi drużynie na zdobycie dodatkowych przedmiotów/umiejętności, lub informacji pomocnych w kampanii.
Przygodę w ramach kampanii RPG można postrzegać jako analogię do pojedynczej powieści w cyklu książek o tych samych bohaterach, lub odcinka serialu telewizyjnego.